# Fortuna (Diego Mazquiarán Torróntegui)
Diego Mazquiarán Torróntegui dit « Fortuna », né le 20 février 1895 à Sestao (Espagne, province de Biscaye), mort à Lima (Pérou) le 10 mai 1940, est un matador espagnol.

## Présentation et carrière
Il a échappé à un terrible accident de chemin de fer dans sa toute jeunesse, d'où son apodo : Fortuna. À l'âge de  dix-sept ans, il coupe déjà deux oreilles dans la province de Biscaye et se présente à Madrid aux environs de mai 1914 en compagnie de Pascual Bueno Mendoza, torero mexicain ainsi que du  Pape noir, et de nouveau il revient à  Madrid avec Pedro Carranza et Algabeño II.
« Il avait, semble-t-il, des problèmes mentaux sur la fin de sa vie comme Minuto ». Il meurt à Lima au Pérou le 10 mai 1940.

## Le style
Spécialiste de l'estocade al volapié, il était « résolu et sobre avec la muleta, capable de grandes faenas après avoir montré à la cape une technique décisive, intervenant par des quites efficaces en situation ». Le 4 septembre 1924, il affronte à Bayonne les taureaux de la ganadería Palha sans grand succès, mais  face à des taureaux de Sanchez Rica, il triomphe en compagnie de Belmonte.

## L'exploit
À Nîmes, il est éclipsé par Luis Freg le 19 juin 1921. Cependant, Fortuna  a marqué l'histoire de la tauromachie par un exploit : en 1928, alors qu'un taureau échappé semait la panique dans les rues de Madrid, Diego se lance sur l'animal avec son manteau, lui sert quelques passes, puis il demande qu'on lui apporte épée et muleta et il tue l'animal qui mettait la vie des passants de la Gran Via en danger. C'est pour cet exploit qu'il a obtenu la croix de la Bienfaisance.

### Sources et bibliographie
- Robert Bérard (dir.), Histoire et dictionnaire de la Tauromachie, Paris, Bouquins Laffont, 2003, 1056 p. (ISBN 2-221-09246-5)